# 巴ゆき子
巴 ゆき子（ともえ ゆきこ、1935年11月1日 - ）は、栃木県宇都宮市出身の元女子プロレスラーである。日本人初の女子プロレス世界王者。本名・黒崎 幸子。身長170cm。

## 来歴
学生時代はバレーボールやソフトボールに熱中。
1955年、日本女子プロレスに入門。当初のリングネームは「巴幸子」で、同期に吉葉礼子・山口洋子姉妹と柳みゆき。 
1968年3月2日、台東体育館にて、ファビュラス・ムーラが持つ世界女子王座に挑戦。60分3本勝負で1-1となった3本目で両者リングアウトとなり王座獲得ならず。
3月10日、東大阪市体育館でムーラと再戦。1-1での3本目を4分53秒でムーラのリングアウトで念願のNWA王座を獲得。日本人で初めて女子プロレス世界王座のベルトを獲得した。なお、当時は男子でもNWAのシングル世界王座を獲得した日本人はヒロ・マツダ（NWA世界ジュニアヘビー級王座）のみであり（ジャイアント馬場がNWA世界ヘビー級王座を獲得する6年前）、日本国内中心に活動する日本人選手として、男女通じて初のNWA世界王座獲得ともなった。
その後ムーラ相手に2度防衛も、4月2日の浜松市体育館にて敗れ王座陥落。
同年、全日本女子プロレスの旗揚げに参加。後に「巴ゆき子」にリングネームを改名。
9月1日、USガールズ王座を奪取。
1969年3月31日、インターナショナル・ガールズ王座を奪取し2冠達成。
1970年引退。日本プロスポーツ大賞で功労賞を受賞した。
その後、全女のスタッフに転向。初の女性レフェリーとなり、コーチも務めた。また、マッハ文朱の名付け親でもある。
退社後は1979年より武蔵小山駅近くでスナック「ラセーヌ」を経営し、同郷である立野記代を始め後輩レスラーが店を手伝うこともあったが、体調不良のため閉店し地元に帰った。
全日本女子協会時代にはドキュメンタリー映画「リングの女豹」に他のレスラーとともに出演した。

## 得意技
- 人間風車

## タイトル
- NWA世界女子王座
- AGWAインターナショナル王座
- AGWA US王座